# Anne Kjersti Suvdal
Anne Kjersti Suvdal, née le 30 juillet 1987 à Gran, est une handballeuse internationale norvégienne qui évolue au poste d'ailière gauche.

## Palmarès

### Sélection nationale
- Championnat d'Europe
  -  vainqueur du Championnat d'Europe 2006,  Suède

### Club
compétitions internationales 
- vainqueur de la Coupe d'Europe des vainqueurs de coupe (1) en 2014 avec Viborg HK

 compétitions nationales 
- championne du Danemark (1) en 2014 avec Viborg HK
- vainqueur de la Coupe du Danemark (1) en 2014 avec Viborg HK